# El Misti
El Misti lub Guagua-Putina – stratowulkan w południowym Peru, w pobliżu miasta Arequipa. Ostatnia erupcja miała miejsce w 1985 roku, a poprzednia potwierdzona erupcja w roku 1787.
El Misti posiada trzy koncentryczne kratery. W 1998 roku przy wewnętrznym kraterze odnaleziono 6 mumii z czasów inkaskich oraz wiele innych znalezisk. Wszystkie te znaleziska są teraz eksponatami w Museo de Santuarios Andinos w Arequipie.